# Raccoon Dog
株式會社Raccoon Dog（日语：株式会社ラクーンドッグ）是一家位於日本東京都新宿區四谷的聲優經紀公司。

## 概要
2021年11月4日，聲優經紀公司Pro-Fit代表谷村誠表示，「因為未來幾年我們將無法執行作為經紀基礎的『有負責任的經營』，為了在接下來的幾年不影響公司的聲優」，宣布放棄經紀業務，並支援所有成員轉移到其它的公司。
對此，當時隸屬於Pro-Fit的聲優岡本信彥宣佈為了接收包括還在培訓學校學習的新人聲優在內的聲優，將成立一間新的經紀公司。其經紀人亦會建立另一間全新的經紀公司。兩家公司將以商業聯盟的形式進行合作，並會跟以聲優兼音響監督的鹽屋翼為核心的音效製作公司SOUND WING建立友好關係。
同年12月15日，岡本和經紀人宣佈之前預定成立的兩間公司，將超越原本商業聯盟的構想，成為一間新的經紀公司Raccoon Dog。岡本和經紀人澀谷將被任命為代表董事。
2021年12月15日，宣佈原本隸屬於Pro-Fit的34名聲優已確定轉移到Raccoon Dog，也有5名聲優轉移至其他公司。2022年2月1日，宣佈全部原本隸屬於Pro-Fit的聲優已經轉移至Raccoon Dog或者其他公司。2022年4月1日，Raccoon Dog正式開始營運，也在之前已經開設官方網站。

## 所屬聲優

### 男性
- 岡本信彥（代表董事）
- 小林康介
- 鹽屋翼
- 杉崎亮（日语：杉崎亮）
- 關幸司（日语：関幸司）
- 相馬康一
- 高橋伸也
- 堀江瞬
- 增岡太郎（日语：増岡太郎）
- 峰健一

預留
- 大桃陽介
- 喜屋武和輝
- 川田祐
- 津田拓也（日语：津田拓也 (声優)）
- 堀金蒼平
- 松岡洋平

### 女性
- 石見舞菜香
- 岡田幸子
- 鬼頭明里
- 首藤志奈
- 高森奈津美
- 高柳知葉
- 長妻樹里
- 中根久美子
- 長谷川育美
- 羽月理惠
- 菲魯茲·藍
- 升望
- 三宅麻理惠
- 森澤芙美（日语：森沢芙美）

僅聲優活動時
- 小森真奈美

預留
- 飯田光
- 大島美
- 酒井美沙乃
- 田中那實
- 菱川花菜
- 真中桂子（日语：真中桂子）

## 過往所屬聲優

### 男性
- 桐明衝（日语：桐明衝）

## 腳註

## 外部連結
- 株式會社Raccoon Dog官方網站 （日語）
- Raccoon Dog的X（前Twitter） （日語）